# Philippinische Stammestätowierung

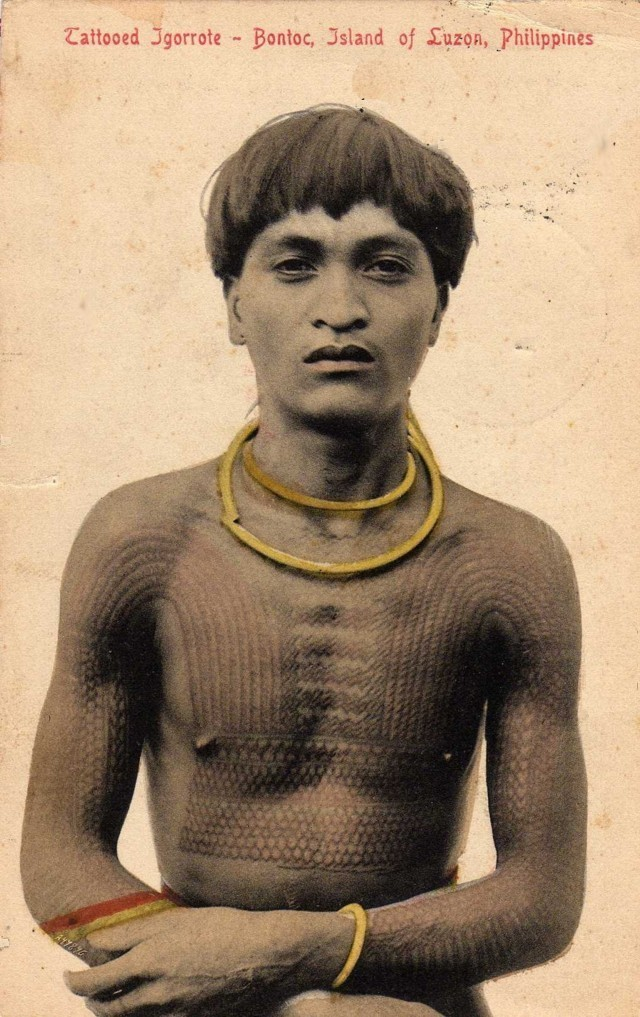
Postkarte mit einem Bontoc-Krieger mit Chaklag-Tattoo, einer Kopfjägertätowierung, als Motiv (1908)

Die philippinische Stammestätowierung (englisch Filipino Tribal Tattoo genannt) oder Batok ist eine bis in die vorkoloniale Zeit der Philippinen zurückreichende Tradition mehrerer Ethnien, für die vor allem die Kopfjägerstämme der nördlichen Kordilleren Luzons bekannt ist. Gängige Motive sind geometrische Elemente wie Linien und Kreise oder Tierschuppen, Tiere und Himmelskörper. Neben Tätowierungen wurden in einigen Regionen ebenso Skarifizierungen durchgeführt.

## Allgemeines

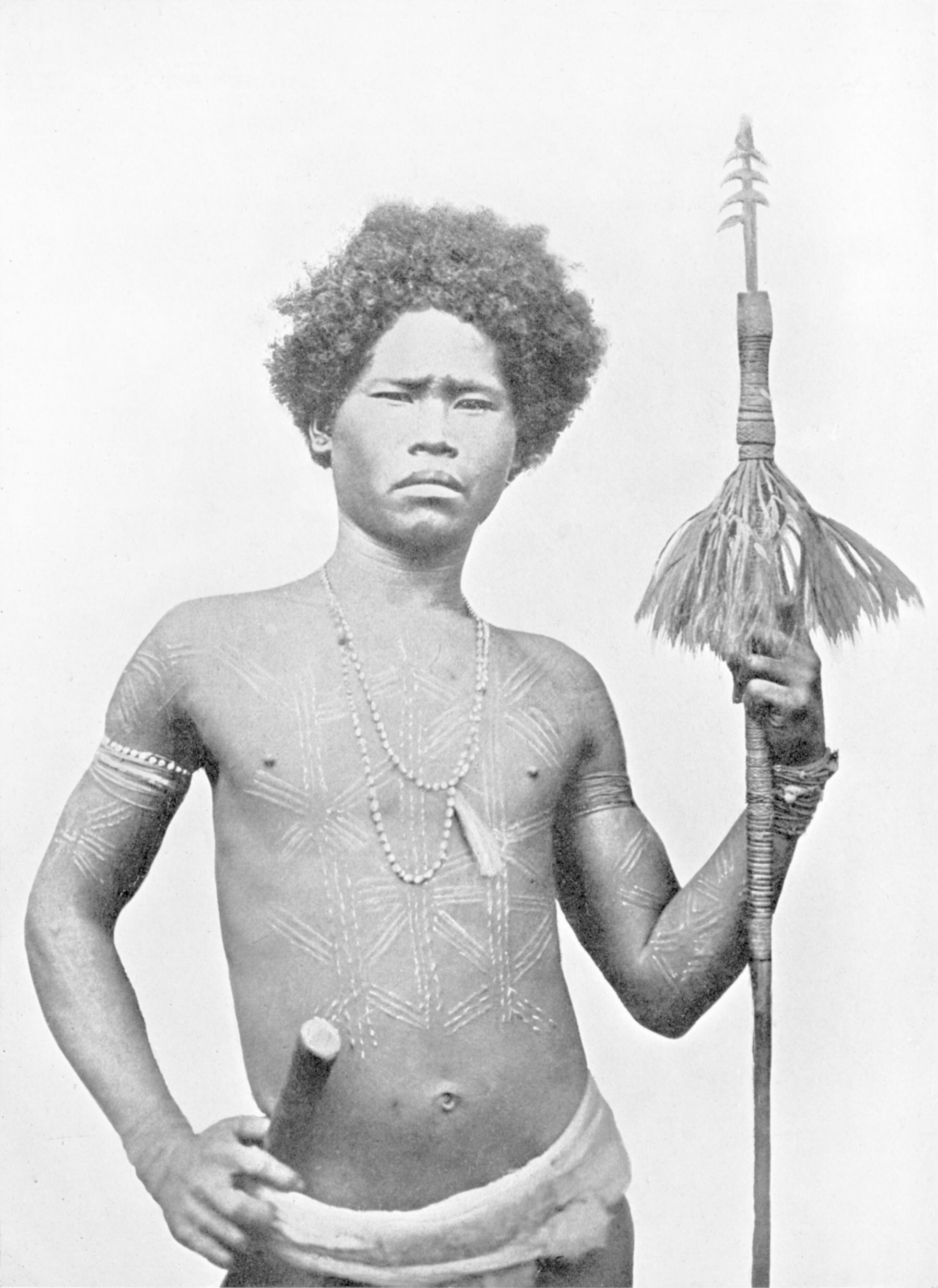
Foto eines skarifizierten Negrito-Kriegers, entnommen Dr. A. B. Meyers Album von Philippinen-Typen, Dresden (1885)

Ursprünglich nannten die spanischen Eroberer die tätowierten Inselbewohner „Pintados“ (deutsch: „die Angemalten“). Aus Legazpis Aufzeichnungen zur Unterhaltung mit Rajah Sulayman geht hervor, dass bei weitem nicht die gesamte Bevölkerung der vorkolonialen Philippinen tätowiert war. Da das erklärte Ziel der Spanier und später der US-Amerikaner die „Zivilisierung“ der indigenen Bevölkerung war (vgl. The White Man’s Burden), was so viel wie Auslöschung der ursprünglichen Kultur und Ersetzen durch die neue, westliche Kultur hieß, waren die Kolonialmächte und die katholische Kirche darum bemüht, die Tradition des Tätowierens aus der Gesellschaft zu verdrängen.

### Begrifflichkeiten
Obgleich heutzutage Tätowierungen auf Tagalog tatô oder tatu genannt werden, ist das ursprüngliche Wort batek oder batok (je nach Dialekt-, Sprachregion der Philippinen auch „batik“, „fatik“, „fatek“, „fatok“, „baruk“ oder „patik“ geschrieben – womöglich verwandt mit dem Malaiischen: Batik, färben). Salvador-Amores (2002) schreibt, dass das Morphem tik (auch tek geschrieben), ein onomatopoetischer Begriff für „langsam schlagen“, vom Geräusch abgeleitet wird, welches das Tätowierinstrument bei der Penetration der Haut von sich gibt. Durchgeführt wird das Tätowieren von einem manbatek oder mambabarok, auch pambabatok genannt, was „Tätowierer“ bedeutet.
Skarifizierungen, wie sie bei den Aeta üblich sind, werden auf verschiedene Arten und Weisen durchgeführt. Einer dieser Varianten ist das Tuktuk, bei der die Haut des Oberkörpers mit Hilfe von Zunder angefacht wird, um geometrisch gleichmäßig angeordnete Narben zu erhalten. Darüber hinaus praktizieren die Aeta noch das Tayad, einen Prozess, bei dem das Gebiss von Jungen nach Ausfall der Milchzähne geschliffen wird. Mit Hilfe von Messern werden Schneide-, Eck- und die vordersten Backenzähne des Ober- und Unterkiefers so zerbrochen und geschliffen, dass die Zähne spitz und scharf sind, ähnlich denen eines Raubtieres. (siehe  Aeta 4.6 Kunst und Schmuck und vgl.  Mentawai (Volk) 2.1 Körpermodifikationen)

## Prince Giolo of Moangis

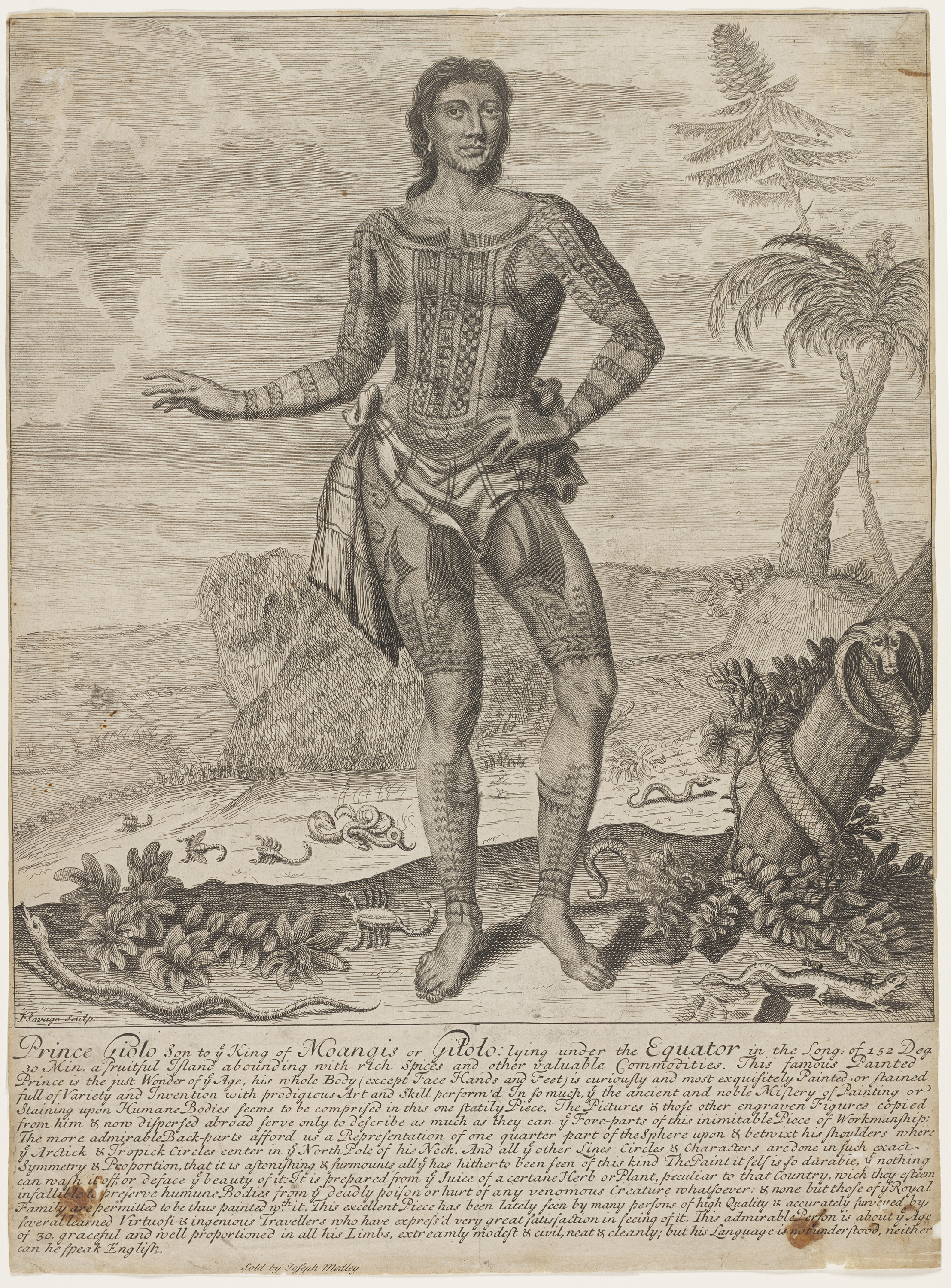
Auszug des Flugblattes zur Ausstellung „Giolo, the Famous Painted Prince“. Der Sklave Prince Giolo of Moangis ist eines der prominentesten Beispiele für die Tätowierungen Südostasiens und der Südsee (1691).

Die Geschichte philippinischer Tätowierungen wird oft mit „Prinz Giolo“ (auch „Jeoly“ geschrieben), „Sohn des Königs von Moangis“ (auch „Meangis“ geschrieben) in Verbindung gebracht. Dies war ein Sklave, den der englische Freibeuter William Dampier 1691 nach London und Oxford brachte, um ihn öffentlich zur Schau zu stellen und sich zu bereichern. Dampier versprach seinem Sklaven, mit ihm nach Moangis zurückzukehren, um Handelsverbindungen mit den Einheimischen zu knüpfen. Giolo, als „philippinischer Prinz“ bezeichnet, erkrankte kurze nach seiner Ankunft in Europa an den Pocken und starb 1692.
Dampier führte aus, dass Giolo von der Brust abwärts „angemalt“ sei, sogar zwischen den Schultern, entlang der Arme und der Hüfte. Allerdings konnte er in den geometrischen Formen keinen Sinn erkennen. Giolo versicherte ihm, dass die meisten Männer und Frauen seiner Heimat solche Tätowierungen trügen. Moangis wird in der philippinische Provinz Sarangani, einer Insel im mikronesischen Bundesstaat Yap oder in der Celebessee lokalisiert.

### Englischer Originaltext des Giolo-Flugblattes
In London ließ Dampier ein Flugblatt drucken, auf dem Giolo mit seinen Tätowierungen zu sehen war; darunter stand:
„Prince Giolo, Son of ye King of Moangis or Gilolo: lying under the Equator in the Long[itude] of 152 Deg[rees] 30 Min[utes], a fruitful Island abounding with rich spices and other valuable Commodities. This famous Painted Prince is the just Wonder of ye Age. His whole Body (except Face, Hands and Feet) is curiously and most exquisitely Painted or Stained full of Variety and Invention with prodigious Art and Skill perform'd. In so much of the ancient and noble Mistery of Painting or Staining upon Human Bodies seems to be comprised in this one stately Piece. The more admirable Back-parts afford us a Representation of one quarter part of the Sphere upon & betwixt his shoulders where ye Arctick & Tropick Circles center in ye North Pole of his Neck... The Paint itself is so durable, which nothing can wash it off or deface ye beauty of it. It is prepared from ye Juice of a certaine Herb or Plant, peculiar to that Country, w[h]ich they esteem infallible to preserve Human Bodies from ye deadly poison or hurt of any venomous Creature whatsoever, & none but those of ye Royal Family are permitted to be thus painted with it. This admirable Person is about ye Age of 30, graceful and well proportioned in all his Limbs, extreamly modest & civil, neat & cleanly; but his Language is not understood, neither can he speak English.“

### Deutsche Übersetzung des Giolo-Flugblattes
Übersetzt von Gerhard Raimund Magpoc Krolikowski (chin.: 高力, Pinyin: Gāo Lì, POJ: Ko-le̍k, Bay. : ᜄᜓᜎᜒ, Tag.: Gori)
„Prinz Giolo, Sohn des Königs von Moangis oder Gilolo: Gelegen unter dem Äquator mit der Länge von 152 Grad & 30 Minuten, ein fruchtbares Eiland strotzend mit üppigen Gewürzen & anderen wertvollen Gütern. Dieser berühmte angemalte Prinz ist das tatsächliche Wunder dieses Zeitalters. Sein ganzer Körper (außer dem Gesicht, den Händen & den Füßen) ist auf kuriose Weise & ausnehmend schön bemalt oder verfärbt worden [-] voll mit Variationen & strotzend vor wunderbar durchgeführter Kunst & Können. In solch vielfältiger Art scheint das antike & noble Mysterium der Mal- & Färbkunst des menschlichen Körpers in diesem einen stattlichen Werk zusammengefasst zu sein. Die noch vortrefflicheren Rückenteile heben ein Viertel des Kreises hervor welcher auf & zwischen seinen Schultern [hergeht] wo sich der Nordpol seines Halses zwischen den arktischen & tropischen Ringen zentriert. Die Farbe selbst ist so haltbar, dass nichts sie abzuwaschen noch zu verunstalten vermag. Sie wurde von den Säften eines bestimmten Krauts oder [einer] Pflanze gewonnen, einzigartig in jenem Land, welches sie [die Einheimischen] als unfehlbares Mittel vermuten um den menschlichen Körper vor tödlichen Vergiftungen oder giftigen Tieren jeglicher Art zu bewahren, & niemanden außer Mitgliedern der königlichen Familie ist es deswegen gestattet auf diese Weise bemalt zu werden. Diese bewundernswerte Person ist ungefähr im Alter von 30 [Jahren], grazil & formschön an allen Gliedmaßen, extremst [sic!] bescheiden & zivilisiert, ordentlich & säuberlich; aber seine Sprache kann nicht verstanden werden, noch spricht er Englisch.“

## Gesellschaftliche Bedeutung auf den modernen Philippinen

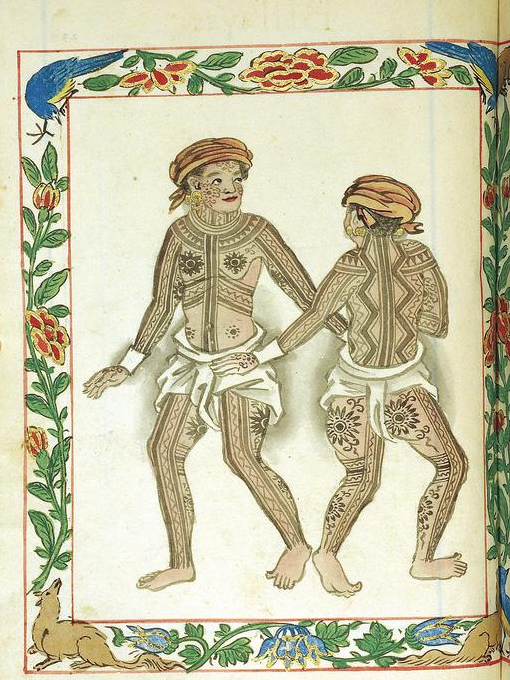
Zwei Bisaya, zu Beginn der Kolonialzeit auch Pintados genannt, entnommen dem Boxer Kodex (16. Jahrhundert)

Die Spanier und US-Amerikaner verdrängten während ihrer Kolonialherrschaft auf den Philippinen nicht nur weitestgehend die philippinischen Schriftsysteme, Kampfsysteme und Religion, sondern ebenso die Tradition des Tätowierens. Mittlerweile gelten Tattoos und Piercings auf den Philippinen als verpönt, sind in den meisten Bildungsanstalten verboten und gelten als Hindernis bei der Arbeitssuche. Ein allzu häufiges Argument gegen Tattoos innerhalb Familien, Freunden und in der Schule auf den sehr katholischen Philippinen ist Levitikus 19:28, welches besagt: „Ihr sollt kein Mal um eines Toten willen an eurem Leibe reißen noch Buchstaben an euch ätzen; denn ich bin der Herr.“ Bis zum heutigen Tage gibt es eine starke Haltung gegenüber Tätowierungen.
Bei nicht-christlichen philippinischen Chinesen hingegen wird oft Konfuzius’ Buch der kindlichen Pietät (孝经, Pinyin Xiào Jīng) mit dem Satz „Unser Körper stammt vom einzelnen Haar über das Stück Haut von unseren Eltern, daher sollten wir diesen im keinen Fall schädigen. Hier beginnt die kindliche Liebe“ (身体发肤，受之父母，不敢毁伤，孝之始也) zitiert, um sich gegen Tätowierungen auszusprechen.
Während der Kolonial- und Nachkriegszeit wurden indigene Stämme und somit auch ihre Tätowierkunst immer weiter in die entlegenen Provinzen verdrängt und sind heutzutage fast ausgestorben. Selbst in den Kordilleren leben kaum noch Menschen mit Stammestätowierungen.